# ウィルフィン・オビスポ
ウィルフィン・ジョバニ・オビスポ・バルガス（Wirfin Yobany Obispo Vargas , 1984年9月26日 - ）は、ドミニカ共和国・サン・ペドロ・デ・マコリス州サンペドロ・デ・マコリス出身のプロ野球選手（投手）。右投右打。リーガ・メヒカーナ・デ・ベイスボル（メキシカンリーグ）のタバスコ・オルメクス所属。
日本での愛称は「オビ」「オビちゃん」。

## 経歴

### レッドソックス傘下時代
2002年1月20日にボストン・レッドソックスと契約。当時は遊撃手だった。
2003年はルーキー級ドミニカン・サマーリーグ・レッドソックスでプレーしていたが、オフの11月3日に放出された。

### レッズ傘下時代
2004年1月23日にシンシナティ・レッズとマイナー契約を結び、投手に転向。同年は球団のマイナー最優秀投手に選出された。
2006年はルーキー級ドミニカン・サマーリーグで14試合に登板し、4勝5敗、防御率2.04だった。

### 巨人時代
2007年、読売ジャイアンツの春季キャンプにテスト生として参加し、育成選手として契約。イースタン・リーグで巨人史上2位の最速157km/hを記録するなど球威はあったが、春季キャンプの紅白戦でボークを2回犯すなど、投球技術と制球力に課題があった。6月29日に支配下選手登録。二軍では11試合に登板して5勝2敗。47.1回を投げ奪三振51、防御率は3.99だった。8月14日に一軍登録され、同日の広島東洋カープ戦の8回裏に初登板。シーズン終了後、鈴木誠とともに故郷ドミニカのウィンターリーグに派遣された（エストレージャス・オリエンタレスに所属）が、右肩の違和感から再度育成選手として契約することが決まり、2008年1月25日付で一旦自由契約となった。
同年7月30日に再び支配下選手登録される。今度は一軍登板が無かったが、二軍では37試合に登板、34回を投げて奪三振41、1勝3敗21セーブ、防御率4.24を記録し、イースタン・リーグ最多セーブ投手となる。
2009年は二軍スタート。マーク・クルーンの故障離脱もあり4月25日に昇格。28日の広島東洋カープ戦では、次の回の登板に備えてベンチ前でキャッチボールしていたところ、3度も暴投して球がフィールド内に進入したため、その度に試合が中断し、球審にベンチへ下がるよう命じられた。中継ぎで数試合登板後、外国人枠の関係から降格した。6月、二軍の先発不足の事情から先発に転向し好投すると、クルーンの再離脱により6月16日に再昇格。7月2日の対広島東洋カープ戦で初先発し、コルビー・ルイスと投げ合い、6.2回を1失点で来日初勝利を挙げた。育成選手出身投手による先発勝利は史上初。また、7月22日の横浜ベイスターズ戦では三浦大輔と投げ合って2失点で、育成選手出身投手史上初となる完投勝利を挙げた。このとき、嬉しさのあまり自身のグラブとウイニングボールを球場ベンチに置き忘れた。その後、クルーンの復帰によって二軍に降格したが、セス・グライシンガーの故障で再度昇格し、9月17日の阪神タイガース戦で約2ヶ月ぶりの勝利を挙げた。この試合の6回表、プロ野球史上13人目、セ・リーグでは6人目となる「1イニング4奪三振」を記録する。また、優勝を決めた9月23日の中日ドラゴンズ戦に先発、谷繁元信に、一時1点差まで追い上げられる本塁打を浴びるも、7回3失点で勝利し、優勝投手となった。中日と戦ったクライマックスシリーズ第2ステージでは第2戦に先発し5.2回を2失点、北海道日本ハムファイターズとの日本シリーズでは第3戦に先発し、3本のソロホームランを打たれるも6回3失点でそれぞれ勝利投手となる。育成出身選手によるポストシーズンと日本シリーズでの勝利投手は史上初。オフシーズンに再度ドミニカのウィンターリーグに派遣された（2007年と同じくエストレージャス・オリエンタレスに所属）。
2010年4月25日の対広島戦で、上野弘文から来日初本塁打を放った。この日は投げても7回2失点に抑え、シーズン初勝利を挙げている。しかし、その後は不安定な投球が多く二軍落ちや中継ぎへ配置転換されるなど前年のような安定した投球は見られず、14試合で2勝3敗、防御率5.21の成績で終わった。

### 日本ハム時代
2010年11月、須永英輝・紺田敏正とのトレードで北海道日本ハムファイターズへ移籍（11月9日公示）。背番号は12に決まった。
2011年はプロ入り初の開幕一軍出場を果たしたが、シーズン初登板となった4月12日の対埼玉西武ライオンズ1回戦（札幌ドーム）でホセ・フェルナンデスに本塁打を浴びるなど、1回5失点だった。結局2試合しか登板できず、10月19日付けで加藤武治と共に戦力外通告を受け、10月31日に自由契約選手公示された。

### 日本ハム退団後
2012年2月2日に古巣のシンシナティ・レッズとマイナー契約を結んだ。AA級ペンサコーラ・ブルーワフーズで開幕を迎え、5月14日にAAA級ルイビル・バッツに昇格するも、10試合で19回1/3を投げ14失点を喫し、5月21日に降格する。ペンサコーラでは10先発を含む25試合に登板し、5勝2敗、防御率2.23、WHIP0.91の成績を残す。11月5日にアトランタ・ブレーブスとマイナー契約を結んだ。
2013年はAAA級グウィネット・ブレーブスで54試合に登板し、2勝4敗9セーブ、防御率3.53だった。オフの11月1日にブレーブスとメジャー契約を結び、40人枠に加わった。
2014年2月25日にブレーブスと1年契約に合意した。開幕後もメジャー昇格はなく、5月31日にDFAとなった。6月1日にウェーバーでピッツバーグ・パイレーツへ移籍。同日にAAA級インディアナポリス・インディアンスへ異動した。AAA級では26試合に登板し、0勝2敗、防御率3.77だった。オフはドミニカのウィンターリーグに参加しエストレージャス・オリエンタレスに所属。12月2日にミルウォーキー・ブルワーズとマイナー契約を結ぶ。
2015年7月25日に解雇となった。オフはドミニカ共和国のウィンターリーグ（LIDOM）でプレー。

### メキシカンリーグ時代
2016年2月2日にリーガ・メヒカーナ・デ・ベイスボル（メキシカンリーグ）のモンテレイ・サルタンズと契約した。サルタンズではクローザーとして定着し、2016年は22セーブを挙げた。翌年以降も28セーブ、24セーブ、30セーブを挙げる活躍を見せ、球団のセーブ記録を更新した。
2020年は新型コロナウイルス感染拡大によりリーガ・メヒカーナ・デ・ベイスボルが開催されなかったため、ドミニカ共和国のウィンターリーグのみでプレーした。ウィンターリーグ出場のため帰国中の11月23日、ドミニカ共和国の新型コロナウイルス感染拡大防止のために定められている外出禁止令に違反したとして逮捕され、出場中だったウインターリーグより無期限出場停止処分が下された。
2021年もサルタンズと契約し、16試合に登板し1勝3敗6セーブを挙げていたが、7月2日にプエブラ・パロッツにトレードされ、7月13日にモンクローバ・スティーラーズに再びトレードされた。
2022年は30試合に登板して2勝2敗17セーブ、防御率0.83、2023年は35試合に登板して3勝2敗15セーブ、防御率1.91とクローザーとして変わらず結果を残した。
2024年2月3日に交換トレードでタバスコ・オルメクスに移籍した。開幕後は9試合に登板して1勝1敗、防御率1.80を記録していたが、5月5日の試合で人種差別的な罵声を浴びせた観客に対して暴行し、5月7日にリーグからシーズン残り期間の出場停止処分を受けた。

## プレースタイル
スリー・クォーター気味のフォームからの、最高球速158km/hの速球、スライダー、チェンジアップ等が武器。荒れ球だが、日本での通算与四球率2.72と四球は少ない。また、インステップで投げ、右打者からの被打率は左打者からの被打率に比べて低い。元遊撃手で俊足であり、二軍で三塁打を放ったことがある。また、前述のリーグ優勝決定戦とクライマックスシリーズではセーフティースクイズを成功させている。
2009年までスライダーの握りを知らず、手首を捻って無理やり我流で曲げていた。当時の監督・原辰徳から伝授された正しい投げ方で投げたところ、それまでは横にしか変化しなかったボールが縦にも大きく変化したため、本人も「本当に自分が投げたのか」と驚いたという。この変化球は原の名前から「ハライダー」と名付けられた。

## 人物
- 妻は5歳年下のドミニカ人女性。
- 自由奔放な性格で、同僚の野球道具を勝手に拝借することもあり、2008年には門倉健のソックスを履いて練習に参加。2009年には大田泰示の新品の汗取りを勝手に開封して着用した。
  - 相手が先輩やコーチであってもイタズラする。2009年、2軍調整中だった高橋由伸に対して突然、低めの声で「おい」と声を掛けた。高橋は思わず背筋を伸ばして振り返ったが「何だ、オビちゃんか」と苦笑いしていた。
- ズームイン!!サタデーの「プロ野球熱ケツ情報」のコーナーで、阿部慎之助から「岩尾 通（いわお とおる）」という日本名を付けられた。理由は阿部曰く「なんかいそうだから」。また、東京ドームのモナカアイスが大好物とも発言する。
- 日本ハムで同僚だった稲葉篤紀のファン。サインボールをもらうほどである[15]。

## 詳細情報

### 年度別投手成績
| 年 度     | 球 団     | 登 板 | 先 発 | 完 投 | 完 封 | 無 四 球 | 勝 利 | 敗 戦 | セ 丨 ブ | ホ 丨 ル ド | 勝 率 | 打 者 | 投 球 回 | 被 安 打 | 被 本 塁 打 | 与 四 球 | 敬 遠 | 与 死 球 | 奪 三 振 | 暴 投 | ボ 丨 ク | 失 点 | 自 責 点 | 防 御 率 | W H I P |
| --------- | --------- | ----- | ----- | ----- | ----- | -------- | ----- | ----- | -------- | ----------- | ----- | ----- | -------- | -------- | ----------- | -------- | ----- | -------- | -------- | ----- | -------- | ----- | -------- | -------- | ------- |
| 2007      | 巨人      | 2     | 0     | 0     | 0     | 0        | 0     | 0     | 0        | 0           | ----  | 5     | 1.0      | 1        | 0           | 1        | 0     | 0        | 1        | 0     | 0        | 0     | 0        | 0.00     | 2.00    |
| 2009      | 巨人      | 14    | 7     | 1     | 0     | 0        | 6     | 1     | 0        | 1           | .857  | 233   | 58.2     | 44       | 7           | 11       | 0     | 4        | 48       | 0     | 0        | 16    | 16       | 2.45     | 0.94    |
| 2010      | 巨人      | 14    | 7     | 0     | 0     | 0        | 2     | 3     | 0        | 1           | .400  | 223   | 48.1     | 60       | 9           | 18       | 1     | 7        | 22       | 2     | 0        | 33    | 28       | 5.21     | 1.61    |
| 2011      | 日本ハム  | 2     | 0     | 0     | 0     | 0        | 0     | 0     | 0        | 0           | ----  | 10    | 1.0      | 4        | 1           | 3        | 0     | 0        | 0        | 0     | 0        | 6     | 6        | 54.00    | 7.00    |
| 通算：4年 | 通算：4年 | 32    | 14    | 1     | 0     | 0        | 8     | 4     | 0        | 2           | .667  | 471   | 109.0    | 109      | 17          | 33       | 1     | 11       | 71       | 2     | 0        | 55    | 50       | 4.13     | 1.30    |

- 2018年度シーズン終了時

### 記録
NPB投手記録
- 初登板：2007年8月14日、対広島東洋カープ16回戦（広島市民球場）、8回裏2死に5番手で救援登板・完了、1/3回無失点
- 初奪三振：2007年8月18日、対東京ヤクルトスワローズ17回戦（東京ドーム）、9回表に飯原誉士から空振り三振
- 初先発・初勝利：2009年7月2日、対広島東洋カープ12回戦（東京ドーム）、6回2/3を7安打1失点
- 初完投勝利：2009年7月22日、対横浜ベイスターズ15回戦（長野オリンピックスタジアム）、9回2失点
- 初ホールド：2009年7月17日、対阪神タイガース10回戦（東京ドーム）、8回表に2番手で救援登板、2/3回無失点
- 1イニング4奪三振：2009年9月17日、対阪神タイガース24回戦（東京ドーム）、6回表に鳥谷敬・金本知憲・新井貴浩（捕逸）・林威助から　※史上13人目（セ・リーグ6人目）[16]

NPB打撃記録
- 初安打：2009年7月28日、対中日ドラゴンズ13回戦（東京ドーム）、3回裏にチェンから中越二塁打
- 初打点：2009年9月23日、対中日ドラゴンズ21回戦（東京ドーム）、4回裏に山井大介から二塁適時内野安打
- 初本塁打：2010年4月25日、対広島東洋カープ6回戦（東京ドーム）、4回裏に上野弘文から左越ソロ

### 背番号
- 129（2007年 - 2007年6月28日、2008年 - 2008年7月30日）
- 91（2007年6月29日 - 同年終了、2008年7月31日 - 2010年）
- 12（2011年）
- 43（2016年 - ）